# П'єве-Лігуре
П'єве-Лігуре, П'єве-Ліґуре (італ. Pieve Ligure, ліг. A Ceive de Söi) — муніципалітет в Італії, у регіоні Лігурія,  метрополійне місто Генуя.
П'єве-Лігуре розташовані на відстані близько 390 км на північний захід від Рима, 13 км на схід від Генуї.
Населення — 2551 особа (2014).
Щорічний фестиваль відбувається 29 вересня. Покровитель — святий Архангел Михаїл.

## Демографія
Населення за роками:

Станом на 1 січня 2023 року в муніципалітеті офіційно проживав 81 іноземець з 31 країни, серед них 32 громадяни країн Євросоюзу та 9 громадян України.

## Сусідні муніципалітети
- Больяско
- Сорі

## В культурі
Дія роману «Нене» (1976) авторства письменника та журналіста Чезаре Ланца відбувається в П'єве-Лігуре. Однак, в однойменному фільмі, який вийшов у 1977 році з Леонорою Фані та Свена Вальсеккі (режисер Сальваторе Сампері), немає сцен, знятих у муніципалітеті.

## Галерея

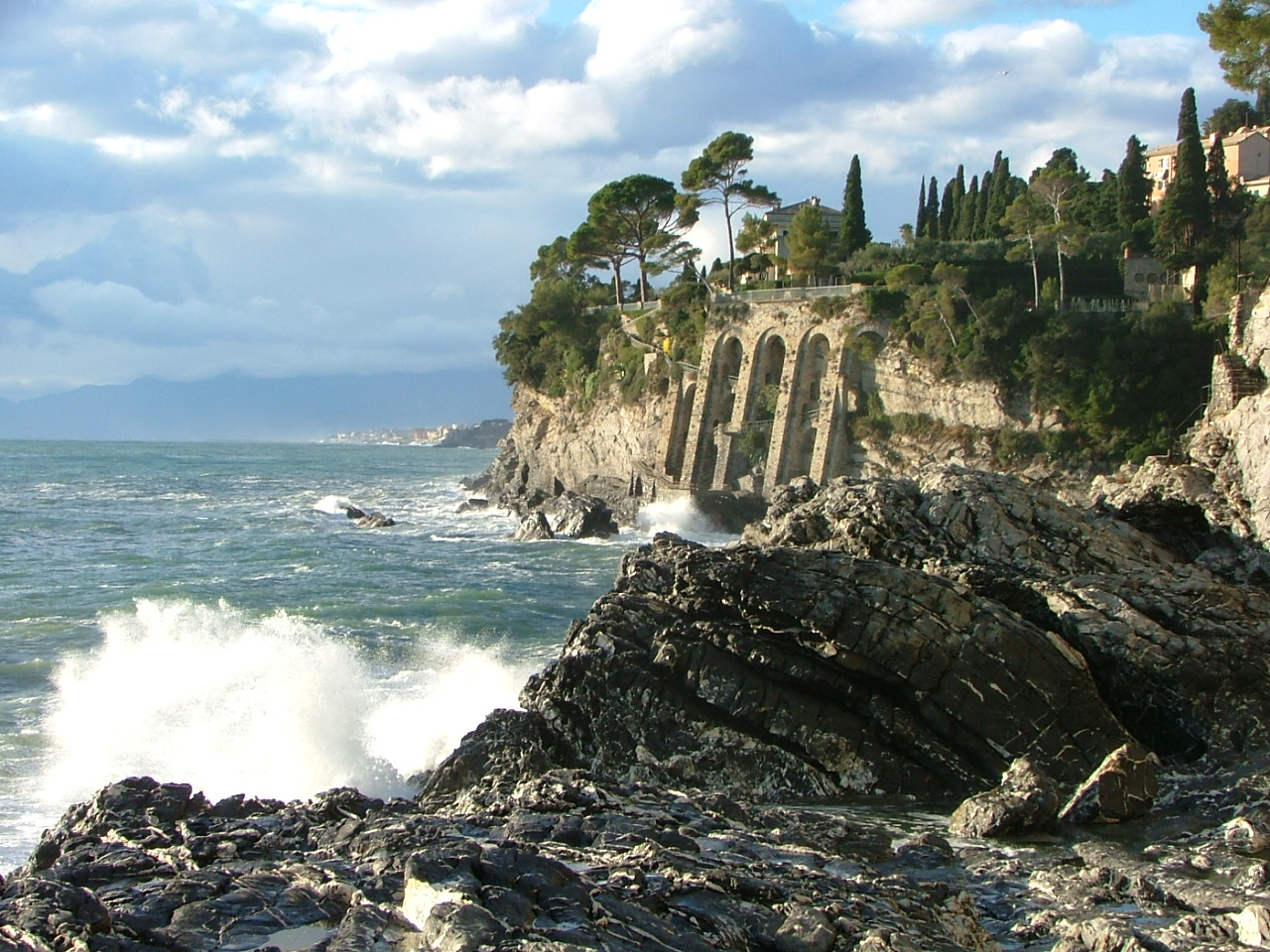
Вид на П'єве-Лігуре
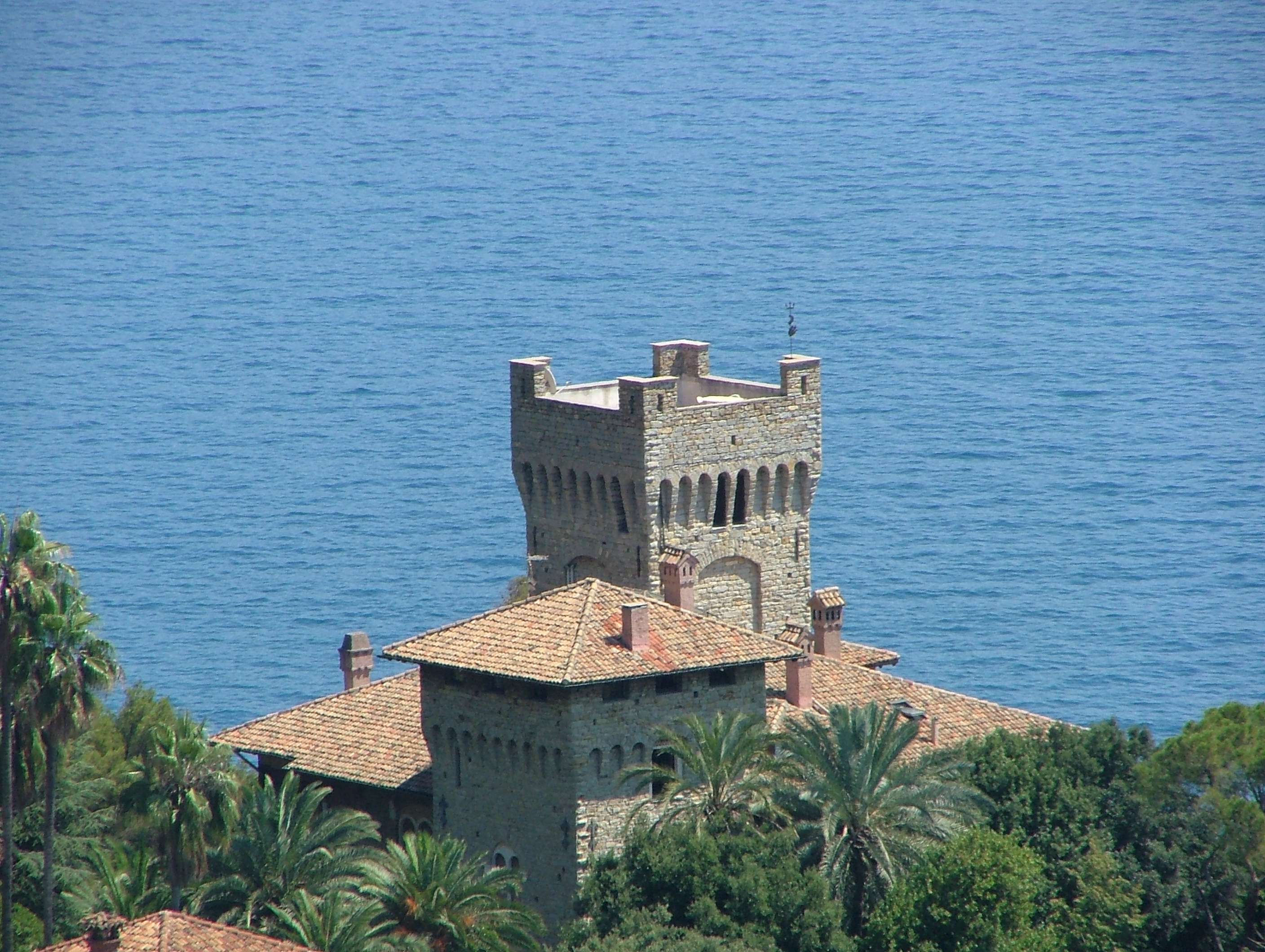
Вид зверху на замок Цирла
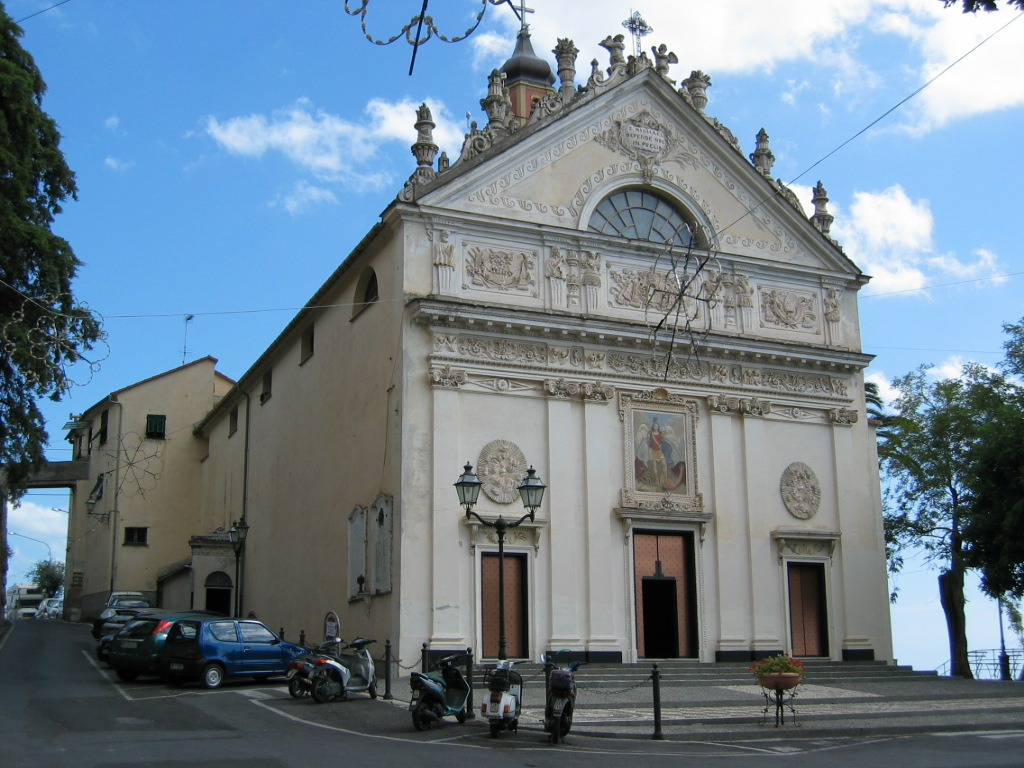
Церква Сан-Мікеле Арканджело[it]
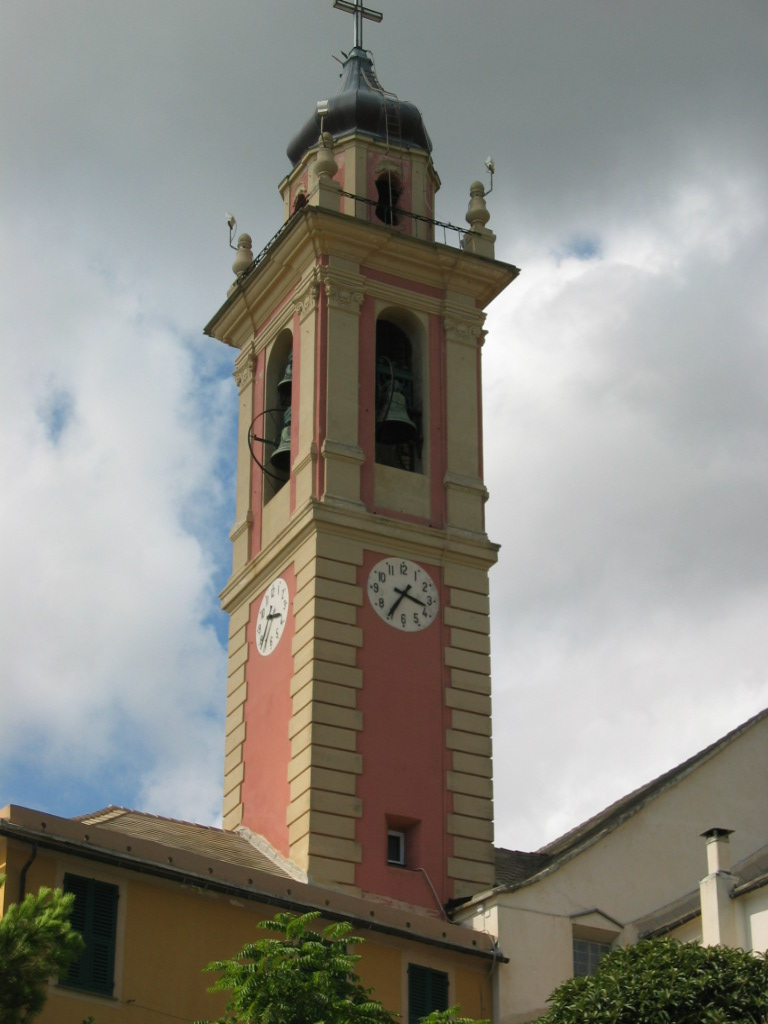
Дзвіниця Сан-Мікеле Арканджело